# Rudi Michel
Rudi Michel (* 2. August 1921 in Kaiserslautern; † 29. Dezember 2008 in Baden-Baden) war ein deutscher Sportjournalist.

## Leben
Michels Leidenschaft für den Sport begann als aktiver Fußballspieler, was für den Sportjournalisten Michel erklärt, warum sein Fachgebiet der Fußball wurde. Als gebürtiger Kaiserslauterer verfolgte er die Karriere des ein Jahr älteren Fritz Walter von der Jugend an und galt als fundierter Kenner der Fußballszene der 1950er Jahre rund um den Gewinn der Fußball-Weltmeisterschaft 1954.
1948 begann er beim Südwestfunk in Baden-Baden als Radioreporter und wurde zur Berichterstattung von Oberliga-Spielen eingesetzt. 1954 gehörte er zu einem kleinen Team von Journalisten, die zur Fußballweltmeisterschaft in die Schweiz entsandt wurden. Seitdem berichtete er von jeder Fußballweltmeisterschaft bis 1982. Seit 1962 war er außerdem als Hauptabteilungsleiter Sport für Funk und Fernsehen verantwortlich für die Organisation der Übertragungen der Fußballweltmeisterschaften. Erster technischer Kraftakt war die Übertragung der WM 1962 aus Chile. Was für die damalige Zeit sensationell war, gelang ihm: nächtliche Live-Reportagen fürs Radio von der anderen Seite der Erdkugel. Sehr bekannt ist auch seine Reportage vom letzten Bundesliga-Spieltag der Saison 1970/71. Er kommentierte das 2:0 in der Begegnung MSV Duisburg gegen FC Bayern München, in dem die Bayern im letzten Spiel der Saison die Tabellenführung an Borussia Mönchengladbach abgeben mussten.
Für das Fernsehen kommentierte er die WM-Endspiele mit deutscher Beteiligung bei Weltmeisterschaften 1966 in England, 1974 in Deutschland und 1982 in Spanien. Von 1962 bis 1988 war er Hauptabteilungsleiter Sport beim Südwestfunk Baden-Baden. 1988 ging der beliebte Berichterstatter in Pension, blieb dem fußballinteressierten Publikum als Kolumnist für Zeitungen jedoch erhalten. Er nannte sich selbst den Niederlagensprecher, weil die deutsche Mannschaft meistens unterlag, wenn er ihre Spiele kommentierte. Nach seiner eigenen Aussage war die Kommentierung des Wembley-Tores die schwierigste Aufgabe seiner Reporterkarriere. Bei der Weltmeisterschaft 1954 in der Schweiz berichtete er vom Halbfinale Ungarn–Uruguay. Neben dem Fußball gehörte seine Liebe zum Sport vor allem der Tour de France. In den 1950er und 1960er Jahren hat er die Tour achtmal begleitet. Zudem hat er zahlreiche Bücher geschrieben.

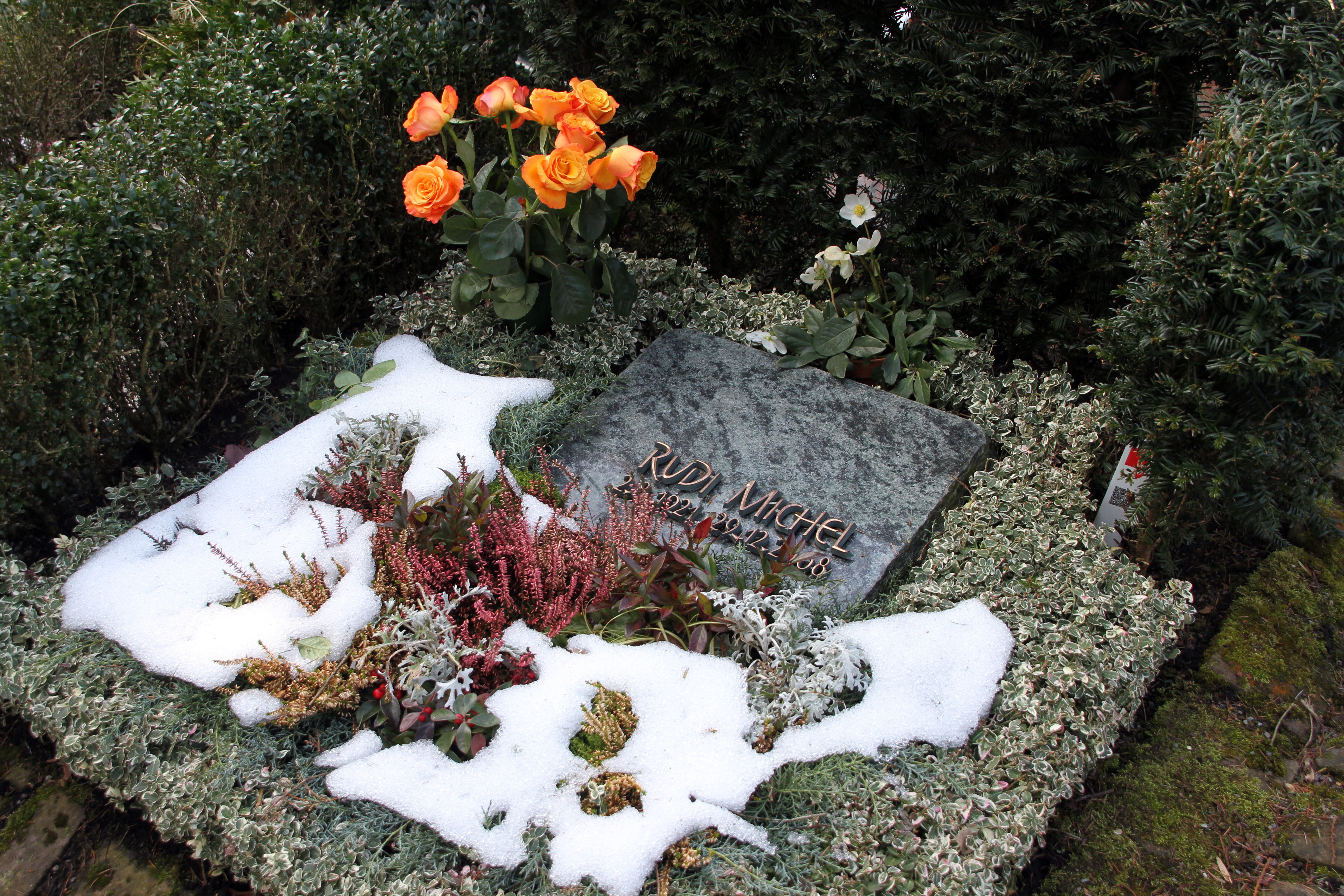
Grab auf dem Hauptfriedhof Baden-Baden

Zu seinem 80. Geburtstag 2001 veröffentlichte der Hessische Rundfunk ein Hörbuch. 2006 nahm er endgültig Abschied von der Berichterstattung. Zuletzt lebte er als Pensionär mit seiner Frau in Baden-Baden.
Rudi Michel starb im Alter von 87 Jahren und wurde auf dem Hauptfriedhof Baden-Baden beigesetzt.

## Auszeichnungen
- FIFA-Verdienstorden 2006[2]

## Werke
- Fritz Walter. Die Legende des deutschen Fußballs. Engelhorn, 1995, ISBN 978-3-87203-216-4.
- Deutschland ist Weltmeister!. Südwest-Verlag, 2004, ISBN 978-3-517-06735-3.